# Trunchi cerebral
Trunchiul cerebral (lat. truncus encephali) reprezintă segmentul caudal al encefalului, continuând măduva spinării. Prezintă legături anatomice și funcționale dorsal cu cerebelul, iar cranial cu diencefalul. Trunchiul cerebral asigură inervația senzitivă și motorie a feței și gâtului prin intermediul nervilor cranieni.Este localizat în partea posterioara a encefalului si reprezintă 10 la sută din masa acestuia. Are formă de trunchi de con și prezintă 3 formațiuni:
bulbul rahidian, puntea lui Varolio și mezencefalul.

## Anatomie
Deși prezintă dimensiuni reduse, este o componentă foarte importantă a encefalului, căile nervoase motorii și senzitive trecând de la etajele superioare la restul corpului prin trunchiul cerebral. Acesta include tracturile corticospinale (motorii), sistemul lemniscal (sensibilitate tactilă epicritică, vibrații și sensibilitatea proprioceptivă kinestezică) și tracturile spinotalamice (sensibilitatea termoalgezică și cea tactilă protopatică). Trunchiul cerebral joacă de asemenea un rol important în reglarea funcțiilor cardiace, respiratorii și reglarea ciclului somn-veghe.

### Configurația externă
Trunchiul cerebral este alcătuit din bulb rahidian (lat. medulla oblongata), puntea lui Varolio (lat. pons) și mezencefal (lat. mesencephalon).

#### Bulbul rahidian
Bulbul rahidian are formă de con turtit antero-posterior, cu vârful trunchiat în continuarea măduvei. Pe linia mediană a feței anterioare prezintă fisura mediană, ce se termină cranial printr-o depresiune triunghiulară, foramen caecum. Caudal, in profunzimea fisurii mediane se observă fibre nervoase ce se încrucișează, formând decusația piramidală sau decusația motorie. De o parte și de alta a fisurii mediane se observă două proeminențe alungite longitudinal, piramidele bulbare. Lateral, piramidele bulbare sunt delimitate de șanturile laterale anterioare, locul de emergență a rădăcinilor nervilor hipogloși (perechea a XII-a de nervi cranieni). Superior de piramidele bulbare, în șantul bulbopontin se poate observa originea aparenta a nervilor abducens (perechea a VI-a de nervi cranieni). Lateral de șanturile laterale anterioare se află olivele bulbare, limitate spre posterior de șanturile laterale posterioare, loc de emergență al nervilor glosofaringieni (perechea a IX-a de nervi cranieni), vagi (perechea a X-a de nervi cranieni) și accesori (perechea a XI-a de nervi cranieni).
Pe linia mediană a feței posterioare, în jumătatea caudală se observă șanțul median posterior. De o parte și de alta a șantului median posterior, separate de șantul intermediar posterior se observă fasciculul gracilis (situat medial) și fasciculul cuneatus (situat lateral). Aceste fascicule determină proeminențe la suprafața truchiului cerebral: tuberculul nucleului gracilis și tuberculul nucleului cuneat.

#### Puntea
Puntea este separată de bulb prin intermediul șantului bulbo-pontin, locul originii aparente a nervilor abducens, faciali (perechea a VII-a de nervi cranieni) și vestibulocohleari (perechea a VIII-a de nervi cranieni). Fața anterioară, ce corespunde segmentului bazilar al osului occipital, este formată din fibre transversale cu direcție posterioară , ce se continuă cu pedunculii cerebeloși mijlocii. Pe linia mediană prezintă un șanț puțin adânc în care este adăpostită artera bazilară, șanțul bazilar. La limita dintre fața anterioară și pedunculii cerebeloși mijlocii este locul de emergență a nervilor trigemeni (perechea a V-a de nervi cranieni).
Fața posterioară face parte din planșeul ventriculului IV.

#### Mezencefalul
Mezencefalul se află în continuarea cranială a punții, fiind separat de aceasta prin șantul pondopeduncular. Este alcătuit din cei doi pedunculi cerebrali. Fața anterioară prezintă între cei doi pedunculi o zonă triunghiulară cu vârful spre caudal, numită fosa interpedunculară. Partea posterioară a fosei are aspect ciuruit și poartă denumirea de substanța perforată posterioară, zonă perforată de ramuri din arterele cerebrale posterioare. Pe fața medială a pedunculilor cerebrali se vede un șanț medial, locul originii aparente a nervilor oculomotori. Față ventrală a pedunculului cerebral este încrucișată în vecinătatea punții de către arterele cerebrală posterioară și cerebeloasă superioară, iar la intrarea in emisfera cerebeloasă de către tractul optic, care se îndreaptă spre corpul geniculat lateral. Pe fața laterală este încrucișat de nervul trohlear.
Fața posterioară a mezencefalului este formată de tectul mezencefalic pe care se văd de o parte și de alta a liniei mediane câte două proeminențe: una cranială, coliculul superior, și alta caudală, coliculul inferior. Între coliculi se găsesc un șant longitudinal și unul transversal formând șanțul cruciform. De la fiecare colicul pornește în direcție laterală câte o bandă de fibre numită braț: brațul coliculului superior și brațul coliculului inferior.

### Configurația internă
Trunchiul cerebral prezintă o structură internă foarte complexă. Acesta reprezintă sediul unor nuclei de origine sau terminali ai nervilor cranieni (nucleii echivalenți) și a unor nuclei proprii. De asemenea la nivelul trunchiului cerebral se gasesc numeroase aferențe și eferențe nervoase destinate nucleilor echivalenți sau proprii. Trunchiul cerebral reprezintă și un punct de trecere pentru fascicule ascendente și descendente, o parte dintre ele formând decusații la acest nivel.

### Embriologie
Trunchiul cerebral, ca și restul segmentelor sistemului nervos central, se dezvoltă din tubul neural. La polul rostral, tubul neural va dezvolta o serie de 3 vezicule: prozencefalul, mezencefalul și rombencefalul. Prozencefalul și rombencefalul se vor divide la rândul lor în câte două vezicule fiecare. Din prozencefal se va forma telencefalul și diencefalul. Din rombencefal se vor forma metencefalul și mielencefalul. Mezencefalul se va dezvolta din vezicula mezencefalică, puntea din metencefal, iar bulbul rahidian din mielencefal.